# Josep Maria Corell Martí
Josep Corell Martí (1940) és un religiós i sindicalista valencià.
Durant les dècades de 1960 i 1970 fou dirigent de la HOAC i de la Joventut Obrera Cristiana (JOC) al País Valencià. Posteriorment ingressà a la Unió Sindical Obrera (USO), organització de la que el 1975 en fou representant al Consell Democràtic del País Valencià i el 1976 de la Taula Democràtica del País Valencià. Conegut per ser un dels anomenats 10 d'Alaquàs que foren detinguts per la Brigada Político-Social el 24 de juny de 1975 a la Casa d'Exercicis Espirituals de la Puríssima d'Alaquàs.
El 1980 va encapçalar la integració a Comissions Obreres del corrent socialista d'USO, va dimitir dels seus càrrecs i va ingressar a UGT i el PSOE, como a militant de base.